# Ranunculus pseudolowii
Ranunculus pseudolowii är en ranunkelväxtart som beskrevs av Hj. Eichl.. Ranunculus pseudolowii ingår i släktet ranunkler, och familjen ranunkelväxter. Inga underarter finns listade i Catalogue of Life.